# شانگری-لا
شانگِری-لا (به انگلیسی: Shangri-La) در اصل استعاره‌ای ادبی و نام آرمان‌شهری خیالی است که در دره‌ای در کوه‌های کونلون در تبت واقع شده‌است. نخستین‌بار جیمز هیلتون، نویسنده بریتانیایی در سال ۱۹۳۳ میلادی، در رمانی به نام افق گم‌شده از این نام استفاده کرد.

## استفاده ادبی به عنوان استعاره
در رمان افق گم‌شده، مردمی که در شانگری-لا زندگی می‌کنند، از زندگی‌شان به بهترین شکل ممکن و در آرامش خیال لذت می‌برند. در میان امتیازهای دیگری که ساکنان شانگری-لا از آن برخوردار هستند، طول عمر دراز است. از آن زمان به بعد، این واژه در ادبیات داستانی به عنوان یک استعاره «برای هر بهشت زمینی» استفاده می‌شود، به عنوان نمونه، مکان‌هایی که بنابر شرایط جغرافیایی، زیبا، آرام، دور افتاده و جدا شده از جهان خارج باشند و به خصوص که در آن‌جا، مردم فراتر از طول عمر طبیعی زندگی کنند را «بهشت گمشده» یا «شانگری-لا» می‌نامند.